# Schleswig-Holstein-Sonderburg-Glücksburg (línea mayor)

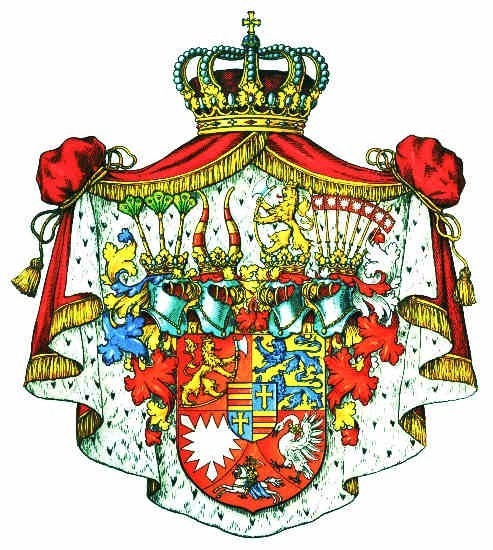
Escudo de armas de los Duques de Schleswig-Holstein-Sonderburg-Glücksburg.

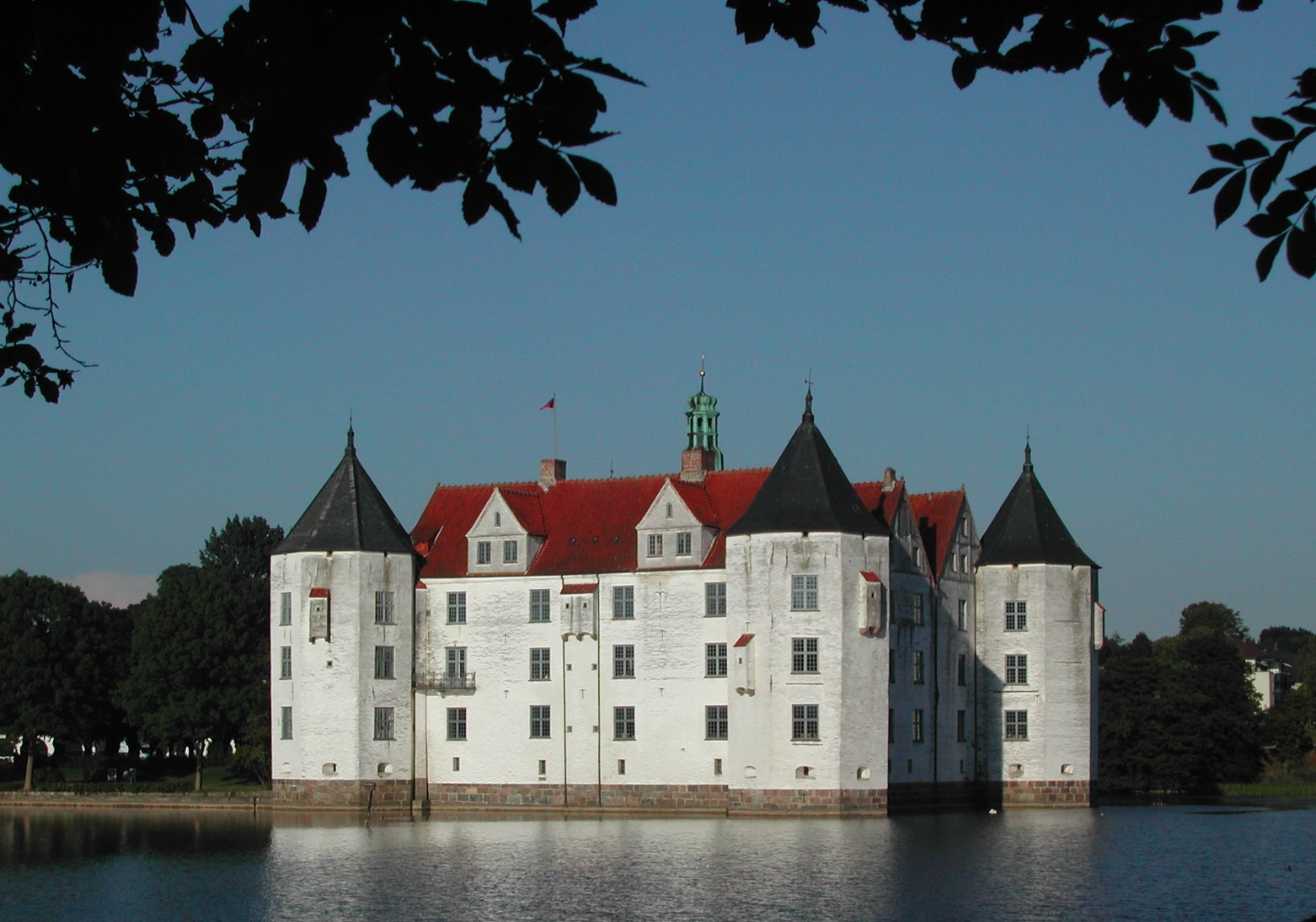
El Castillo de Glucksburgo en Schleswig-Holstein, sede de las ramas familiares epónimas.

Schleswig-Holstein-Sonderburg-Glücksburg fue una línea de la Casa de Schleswig-Holstein-Sonderburg, una rama dinástica de la Casa de Oldenburgo de 1622 a 1779.

## Historia
La línea fue fundada por el duque Felipe de Schleswig-Holstein-Sonderburg-Glücksburg (1584-1663). La línea recibía su nombre por el Castillo de Glucksburgo, donde tenía su sede. Este ducado, a pesar de ser reconocido por el rey de Dinamarca y el Sacro Imperio Romano Germánico, y recibir sus asignaciones dinerarias por sus territorios de Schleswig y Holstein, era meramente titular y no era reconocido por los terratenientes locales.
Los miembros de esta línea llevaban el título de Duques de Schleswig-Holstein-Sonderburg-Glücksburg, pero tenían poderes limitados en el gobierno de sus territorios, ya que no era un Estado del Reino, sino subsidiario del Ducado de Holstein-Gottorp. Posteriormente la familia renunciaría a esos derechos por completo y continuarían como duques titulares.
Algunos años después de la muerte del último duque, Federico Guillermo Enrique, el título pasó vía el rey Federico VI a Federico Guillermo de Schleswig-Holstein-Sonderburg-Beck, quien fundó la línea menor de Schleswig-Holstein-Sonderburg-Glücksburg.

## Duques
| Reinado   | Nombre                     | Observaciones |
| --------- | -------------------------- | --- |
| 1622-1663 | Felipe                     | Fundador de la línea, desposó a Sofía Eduviges (1601-1660), hija del Duque Francisco II de Sajonia-Lauenburgo.                                                                                     |
| 1663-1698 | Cristián                   | Hijo, desposó a 1. Sibila Úrsula (1629-1671), hija de Augusto de Brunswick-Lüneburg, el Joven; 2. Inés Eduviges (1640-1698), hija del Duque Joaquín Ernesto de Schleswig-Holstein-Sonderburg-Plön. |
| 1698-1729 | Felipe Ernesto             | Hijo, desposó a Cristina (1679-1722), hija del Duque Cristián de Sajonia-Eisenberg. |
| 1729-1766 | Federico                   | Hijo, desposó a Augusta (1725-1777), hija del Conde Simón Enrique Adolfo de Lippe-Detmold. |
| 1766-1779 | Federico Enrique Guillermo | Hijo, desposó a Ana Carolina (1751-1824), hija del Príncipe Guillermo Enrique de Nassau-Saarbrücken.                                                                                               |

- Datos: Q1394834
- Multimedia: House of Schleswig-Holstein-Sonderburg-Glücksburg (elder line) / Q1394834